# Gewerbeschulhaus Heimbach

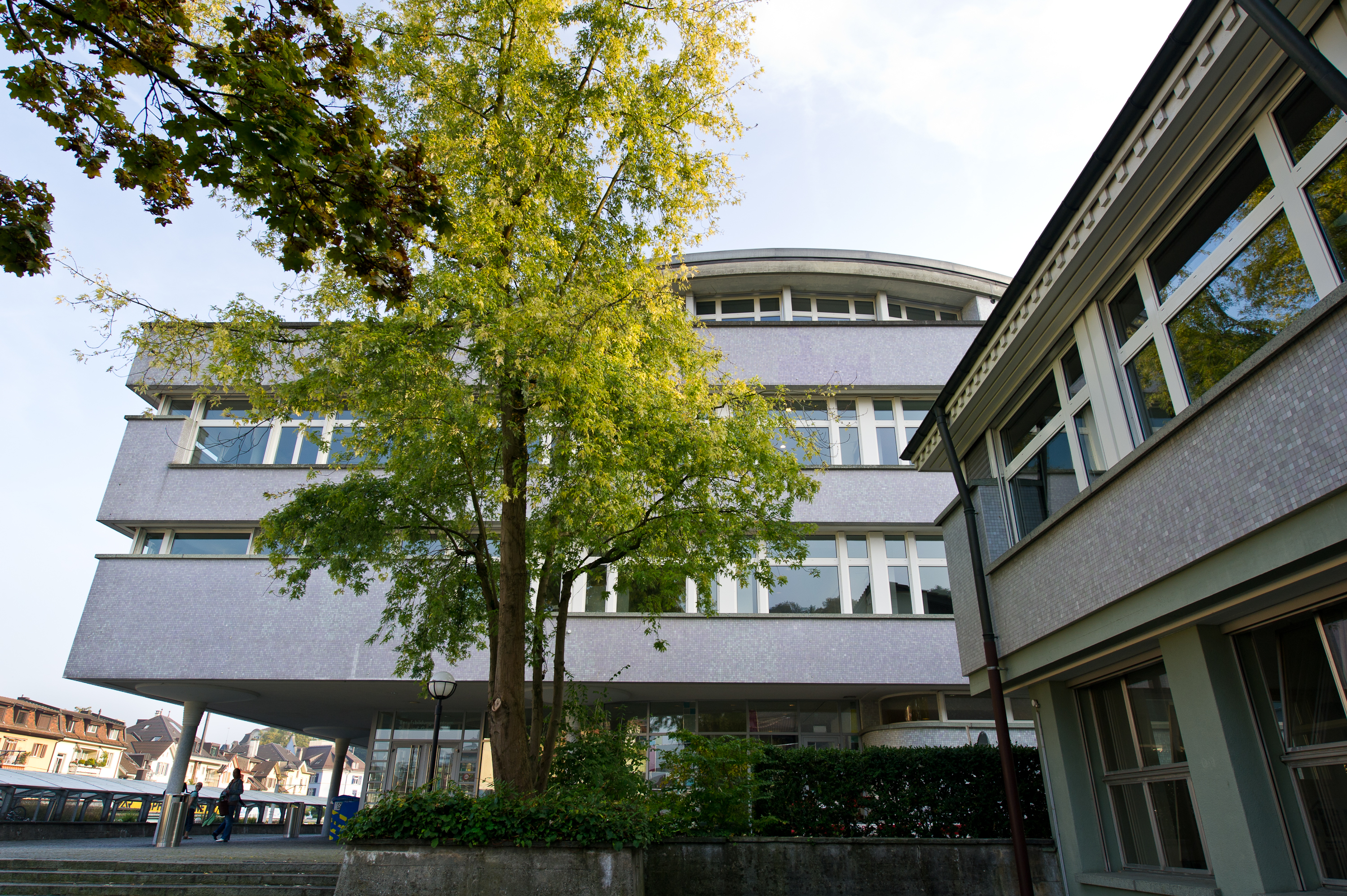
Haupt- und Demonstrationstrakt Heimbach

Das Gewerbeschulhaus Heimbach steht am Heimbachweg in der Schweizer Stadt Luzern im Bruch-Quartier. Es liegt direkt neben der Bahnstrecke Zug–Luzern und ist auf der Liste der Kulturgüter in Luzern als national bedeutend aufgeführt.

## Gebäude
Neben dem eigentlichen Schulhaus gehören die beiden nördlich gelegenen Demonstrationstrakte und eine später erbaute Turnhalle zum Berufsschulzentrum. Das Hauptgebäude bietet im Innern einen Lichthof im Stil von Luigi Nervi.

## Geschichte
Von 1954 bis 1958 wurde die vom Luzerner Architekten Joseph Gasser und von Gottfried Wielandt geplante Schulanlage erbaut. Die Turnhalle erfolgte im Jahr 1989. Eine grössere Sanierung erfolgte von 2005 bis 2010.

## Nutzung
Ab Fertigstellung nutzte die Stadt Luzern die Gebäude als Gewerbeschule. Nachdem alle Berufsschulen an den Kanton Luzern übergingen, erfolgte im Jahr 2005 die Umbenennung in Berufsbildungszentrum Bau und Gewerbe.